# Cerocosmus
Cerocosmus is een monotypisch geslacht van kevers uit de familie van de klopkevers (Anobiidae).

## Soort
- Cerocosmus cinereus Solier, 1849